# Liste der Monuments historiques in Hayange
Die Liste der Monuments historiques in Hayange führt die Monuments historiques in der französischen Gemeinde Hayange auf.

## Liste der Bauwerke
| Bezeichnung                       | Beschreibung | Standort                        | Kennzeichnung | Schutzstatus | Datum | Bild           |
| --------------------------------- | --- | ------------------------------- | ------------- | ------------ | ----- | -------------- |
| Grabkapelle                       | Grabkapelle der Familie de Wendel, 1853 | Rue du Général de Gaulle (Lage) | PA00106780    | Inscrit      | 1980  | weitere Bilder |
| Kirche St-Martin                  | 1884 erbaut, Architekt Rémy Jacquemin; Sakristei und zwei Kapelle, 1930, Architekt Claude Robbe | Rue du Maréchal Joffre (Lage)   | PA57000031    | Inscrit      | 2008  | weitere Bilder |
| Château de Wendel                 | mehrere Bauphasen ab 1704; der Corps de Logis des Schlosses 2007 abgebrochen; erhalten die Seitenflügel, der Taubenturm von 1720 und das Bureau Central vom Ende des 19. Jahrhunderts sowie die Einfriedung | Rue de Wendel (Lage)            | PA00106781    | Inscrit      | 1987  | weitere Bilder |
| Abschnittswall im Bois des Chênes | eisenzeitlich | westlich der Stadt (Lage)       | PA00107047    | Inscrit      | 1991  |                |

## Liste der Objekte
| Bezeichnung                | Beschreibung                     | Standort                       | Kennzeichnung | Schutzstatus | Datum | Bild |
| -------------------------- | -------------------------------- | ------------------------------ | ------------- | ------------ | ----- | ---- |
| Orgel                      | Haupteintrag für PM57000525      | in der Kirche St-Martin (Lage) | PM57000726    | Classé       | 1993  |      |
| Instrumentalteil der Orgel | 1894 von Dalstein-Hærpfer gebaut | in der Kirche St-Martin (Lage) | PM57000525    | Classé       | 1993  |      |